# Joseph Sucher
Joseph Sucher (St. Gottardt, Hongria, 23 de novembre de 1843 - Berlín, Alemanya, 4 d'abril de 1908) fou un compositor, director d'orquestra i mestre de capella hongarès.
Fou infant de cor de la Capella imperial de Viena; en arribar a l'adolescència estudià Lleis, però aviat abandonà aquest estudi per a dedicar-se totalment a la música sota la direcció de Sechter.
Després de dirigir alguns anys l'Associació de cant acadèmic (Akademisches Gesangverein) i actuar al mateix temps de director de l'Òpera Còmica, el 1876 fou cridat a Leipzig de director de l'orquestra d'aquell teatre, on l'any següent va contraure matrimoni amb la cantant Rosa Haslbeck (nascuda a Velburg, Alt Palatinat, el 1849), la qual es distingí especialment en les representacions wagnerianes a Bayreuth. El 1879 el matrimoni va ser contractat pel Stadttheater d'Hamburg, i el 1888 per l'Òpera de Berlín, on va romandre fins al 1899. Van quedar notables les representacions que van donar tots dos com a interprets de Wagner.
Sucher també fou un distingit compositor de nombrosos lieder, simfonies i l'escena dramàtica La batalla de Lepanto.